# Маширапова, Тургун
Тургун Маширапова (кирг. Тургун Машрапова; род. 1928 год, село Кызыл-Ордо) — бригадир хлопководческой бригады Киргизской опытной станции по хлопководству, Кара-Суйский район Ошской области, Киргизской ССР. Герой Социалистического Труда (1972). Депутат Верховного Совета СССР 9-го созыва.

## Биография
Трудовую деятельность начала в 1945 году. Работала рядовой колхозницей в колхозе «Большевик». Получила среднее специальное образование. С 1964 года — бригадир хлопководческой бригады Киргизской опытной станции по хлопководству. В 1964 году вступила в КПСС.
Бригада Тургун Машираповой выполнила задания восьмой пятилетки (1966—1970) на 109 %, собрав в среднем по 26 центнеров хлопка-сырца на участке площадью 100 гектаров. Указом Президиума Верховного Совета СССР от 14 декабря 1972 года «за большие успехи, достигнутые в увеличении производства и продажи государству хлопка, и проявленную трудовую доблесть на уборке урожая» удостоена звания Героя Социалистического Труда с вручением ордена Ленина и золотой медали «Серп и Молот».
Избиралась депутатом Верховного Совета СССР IX созыва (1974—1979), кандидатом в члены ЦК Компартии Киргизии.
Награды
- Герой Социалистического Труда
- Орден Ленина